# Стражинский (Речицкий район)
Стражинский (бел. Стражынскі) — посёлок в Ровенскослободском сельсовете Речицкого района Гомельской области Белоруссии.

## География

### Расположение
В 13 км на юг от районного центра и железнодорожной станции Речица (на линии Гомель — Калинковичи), 63 км от Гомеля.

## Транспортная сеть
Транспортные связи по просёлочной, затем автомобильной дороге Хойники — Речица. Планировка состоит из прямолинейной улицы, ориентированной с юго-востока на северо-запад и застроенной деревянными усадьбами.

## История
Основан в начале XX века. Наиболее активная застройка приходится на 1920-е годы. В 1931 году организован колхоз. Согласно переписи 1959 года в составе колхоза имени Ф. Э. Дзержинского (центр — деревня Ровенская Слобода). Располагался кирпичный завод.

## Население

### Численность
- 2004 год — 15 хозяйств, 19 жителей.

### Динамика
- 1930 год — 21 двор, 125 жителей.
- 1959 год — 117 жителей (согласно переписи).
- 2004 год — 15 хозяйств, 19 жителей.